# Birgitta Trotzig
Astri Birgitta Trotzig, född Kjellén 11 september 1929 i Göteborg, död 14 maj 2011 i Lund, var en svensk författare och kritiker. Från 1993 var hon ledamot av Svenska Akademien på stol nummer 6.

## Biografi
Trotzig var dotter till lektor Oscar Kjellén (1899–1988) och adjunkt Astri Kjellén (född Rodhe, 1904–1981). Fadern var son till folkskollärare Alfred Kjellén från Skepperstad och modern dotter till medicine doktor Einar Rodhe. Föräldrarna hade gift sig 1928 och fadern arbetade på sin doktorsavhandling medan han undervisade vid Göteborgs latinläroverk. Familjen flyttade till Kristianstad 1937, där båda föräldrarna undervisade i franska, engelska och spanska.
Birgitta Trotzig började 1949 studera psykologi vid Göteborgs universitet, men fullföljde inte studierna utan skrev i stället på sin första bok Ur de älskandes liv, som utkom 1951. År 1949 träffade hon också Ulf Trotzig, som studerade på Valands målarskola. De gifte sig samma år; även för Birgitta var Ulfs år på Valand en viktig tid, då världen utanför det på grund av andra världskriget slutna Sverige, öppnades och man kom i kontakt med konstnärliga, litterära och politiska riktningar, som livligt diskuterades på skolan. Efter att Ulf avslutat sina studier och Birgitta debuterat reste de till Paris på ett stipendium, vilket så småningom ledde till att de flyttade till Frankrike mer permanent 1954. Birgitta Trotzig kom att närma sig katolicismen som en möjlighet att förhålla sig till att vara i världen med en meningsbärande tro, och konverterade så småningom.
Paret Trotzig fick fyra barn. 
Birgitta Trotzig var medarbetare i BLM och Aftonbladet under många år, där hon skrev om konst och litteratur. Trotzig var ledamot i Samfundet De Nio 1967–93. Hon invaldes i Svenska Akademien 1993, som Per Olof Sundmans efterträdare på stol nummer 6.
Trotzig är begravd på Norra kyrkogården i Lund. På huset på Västergatan i centrala Lund i vilket Birgitta och Ulf Trotzig bodde har Lunds kommun satt upp en plakett.

## Författarskap
Trotzigs språk är starkt drivet och säreget, och med en skärpa som tränger djupt ner i den läsare som är mottaglig för hennes prosa. Centrala teman i hennes böcker är människans utsatthet för sig själv och sina inre krafter, samt av det samhälle hon lever i. Ett annat centralt tema är hennes förhållande till en gud som är både frånvarande i sin tystnad och närvarande genom människans sökande efter dess röst, och mötet med den genom tron, bönen och riterna. Ett tema är skuld och frigörelse. I hennes tänkande spelar förhållandet mellan det etiska och det estetiska en viktig roll.
Bland Trotzigs böcker märks romanen Dykungens dotter (1985), där titeln inspirerats av en saga av H.C. Andersen. Boken handlar om det oönskade barnet som är både en ljusgestalt och dyvarelse, och om hennes och moderns livslånga lidandehistoria. Andra romaner är De utsatta (1957), En berättelse från kusten (1961), Sveket (1966) och Sjukdomen (1972). Bland prosadiktsamlingarna kan nämnas Bilder (1954), Ordgränser (1968) och Anima (1982). Hon har även skrivit kortare berättelser, som finns i bland andra I kejsarens tid (1975) och Dubbelheten (1998).
Bokförlaget Faethon inledde 2019 utgivningen av en kommenterad utgåva av Trotzigs samlade skrifter.

### Samlade upplagor och urval
- Bilder ; Ordgränser. Stockholm: Bonnier. 1984. Libris 7146760. ISBN 9100459755
- Bilder ; Ordgränser ; Anima. Delfinserien, 0346-6574. Stockholm: Bonnier. 1992. Libris 7148899. ISBN 9100554677
- Levande och döda ; I kejsarens tid ; Berättelser. Stockholm: Bonnier. 1993. Libris 7148994. ISBN 9100555991
- Dubbelheten ; Sammanhang. En delfinbok, 0346-6574. Stockholm: Bonnier. 2003. Libris 8848359. ISBN 9100100374
- Samlade skrifter. 1. Stockholm: Bokförlaget Faethon. 2019. Libris cnp9qvfh9wqnrvw4. ISBN 9789198514834 - Innehåll:  Ur de älskandes liv ; Bilder ; De utsatta.
- Samlade skrifter. 2. Stockholm: Bokförlaget Faethon. 2020. Libris hv2rkxr2f1hw905j. ISBN 9789189113213 - Innehåll: Ett landskap ; En berättelse från kusten.

## Priser och utmärkelser
- 1952 – Albert Bonniers stipendiefond för yngre och nyare författare
- 1954 – Boklotteriets stipendiat
- 1957 – Svenska Dagbladets litteraturpris
- 1957 – Boklotteriets stipendiat
- 1961 – Aftonbladets litteraturpris
- 1963 – De Nios Stora Pris
- 1966 – Gustaf Frödings stipendium
- 1967 – Litteraturfrämjandets stora romanpris
- 1968 – Sixten Heymans pris
- 1970 – Litteraturfrämjandets stora pris
- 1970 – Doblougska priset
- 1971 – Sydsvenska Dagbladets kulturpris
- 1981 – Aniarapriset
- 1982 – Stipendium ur Lena Vendelfelts minnesfond
- 1984 – Stiftelsen Selma Lagerlöfs litteraturpris
- 1985 – Pilotpriset
- 1988 – Gerard Bonniers pris
- 1991 – Kellgrenpriset
- 1997 – Övralidspriset
- 2000 – Ivar Lo-Johanssons personliga pris
- 2004 – Litteris et Artibus
- 2007 – Sveriges Radios Lyrikpris